# Rinieri della Sassetta
Rinieri Orlandi della Sassetta, anche detto Ranieri Orlandi della Sassetta (... – Cerbaia in Val di Pesa, 25 agosto 1520), è stato un nobile, condottiero e politico italiano del Rinascimento.

## Biografia
Discendente da un ramo cadetto dell'antica famiglia pisana degli Orlandi, era figlio del condottiero Pietro Paolo della Sassetta e nipote de famosissimo condottiero Jacopo della Sassetta. Rinieri viste le sue origini continuò il percorso intrapreso dal padre e fu uno degli ultimi capitani delle compagnie di ventura.
Inizialmente fu amico della Repubblica di Firenze, dominata da Lorenzo il Magnifico, ma con la sua morte e la conseguente cacciata dei Medici, si schierò con i ribelli di Pisa. Per questo atto di tradimento nei confronti della "libera" Firenze, Rinieri perse il castello di Sassetta (venne distrutto nel 1503) ed attirò su di sé le critiche di Niccolò Machiavelli, che lo definì un pericolo per la città di Firenze.
Nel 1498 partecipò alla cruenta Battaglia di San Regolo, presso Luciana (Pisa).
Nel 1506, veniva battezzato a Pisa il figlio Fabio.
Nel 1507, il padre di Rinieri tentò di proteggere i propri possedimenti familiari dalla confisca fiorentina, assegnandoli fittiziamente, in parte, alla figlia Clarice, andata in sposa a Fazio della Gherardesca.
Con la fine dell’insurrezione pisana, avvenuta nel 1509, Rinieri ottenne il perdono dalla repubblica fiorentina e fu reintegrato nel possesso del feudo di Sassetta.
Nel 1514, a seguito di una lite con Fazio della Gherardesca, il fratello di Rinieri, Geremia Orlandi della Sassetta, assassinò il cognato. Dopo tale fatto Rinieri e Geremia vennero convocati dalla Signoria Fiorentina, ma non si presentarono e di conseguenza furono nuovamente dichiarati ribelli ed esiliati in data 15 ottobre 1516. Nel 1517 il feudo di Sassetta fu confiscato e venduto.
Rinieri, oltre a ciò, fu stimatissimo guerriero, e negli anni del Rinascimento combatté per conto di Cesare Borgia, per la Repubblica di Venezia, per l'imperatore Massimiliano I d'Asburgo, per il viceré di Napoli Gonzalo Fernández de Córdoba e infine per conto del Papato.
Nel 1520, Giampaolo Baglioni, signore di Perugia ed amico di Rinieri, sotto tortura confessò alcuni crimini ricollegati a Rinieri stesso. Dopo tale fatto, nell'agosto del 1520, presso Cerbaia in Val di Pesa, dopo un processo sommario nei suoi confronti Rinieri morì decapitato.